# Brittany Snow
Brittany Anne Snow (* 9. března 1986, Tampa, Florida, Spojené státy americké) je americká herečka, zpěvačka, režisérka a scenáristka. Začala svou kariéru jako Susan "Daisy" Lemay v seriálu U nás ve Springfieldu (1998–2002), za což vyhrála Young Artist Award pro nejlepší mladou herečku a byla nominována na dvě další ceny Young Artist Awards a Soap Opera Digest Award. Poté ztvárnila Meg Pryor v seriálu American Dreams (2002–2005) a byla nominována na Young Artist Award a tři Teen Choice Awards.
Její následné televizní role byly Ariel Alderman v Plastické chirurgii s. r. o. (2005) a Jenna Backstrom v Harry's Law (2011). Mezi její filmové role patří Kate Spencer ve filmu John Tucker musí zemřít (2006), Amber Von Tussle v Hairsprayi (2007), Donna Keppel v Maturitním plese (2008), Emma Gainsborough v Bráchově holce (2009) a Chloe Beale v Ladíme! (2012), Ladíme 2 (2015) a Ladíme 3 (2017).

## Kariéra
Ve věku tří let začala s modelingem, když se objevovala v tištěných reklamách pro Burdines. Po tři roky účinkovala v seriálu U nás ve Springfieldu jako problémová dospívající Susan "Daisy" Lemay. Poté hrála Meg Pryor v seriálu American Dreams a neonacistickou středoškolačku Ariel Alderman v třetí sérii Plastické chirurgii s. r. o.. V roce 2005 jsme ji mohli vidět po boku Vina Diesela v komedii Ochránce.
V roce 2006 byla ve filmu John Tucker musí zemřít a namluvila roli Naminé ve videohře Kingdom Hearts II (ale v následujících pokračováních ji nahradila Meaghan Jette Martin) a roli Shizuku Tsukishimy v americké verzi filmu Šepot srdce. Také ztvárnila mladou ženu trpící bipolární afektivní poruchou v poslední epizodě sedmé série seriálu Zákon a pořádek: Útvar pro zvláštní oběti. Objevila se ve videoklipu "The Phrase That Pays" od skupiny The Academy Is..., který byl vydán v červenci 2006.
V roce 2007 se objevila v Hairsprayi, filmové adaptaci broadwayského muzikálu a hrála Amber Von Tussle, dceru postavy Michelle Pfeifferové. Již předtím pracovala s režisérem Hairspraye Adamem Shankmanem na filmu Ochránce. S touto rolí je ukázán i její hudební talent, když v muzikálu zpívá několik písní, včetně sólové "The New Girl In Town", která byla z původního broadwayského muzikálu vyškrtnuta. Objevila se v hlavní roli filmu Maturitní ples, který byl vydán v dubnu 2008.
Dne 17. ledna 2011 začala účinkovat jako pravidelná postava v první sérii dramatického seriálu Harry's Law jako Jenna a vrátila se ve druhé sérii jako hostující postava. Ve stejném roce se objevila po boku Evana Rosse v thrilleru 96 Minutes.
V roce 2012 hrála v muzikálové komedii Ladíme! jako sboristka Chloe. Spolu s ní se ve filmu objevili Anna Kendrick, Anna Camp, Rebel Wilson, Alexis Knapp a Skylar Astin. V roce 2015 si roli zopakovala v pokračování Ladíme 2 a již bylo potvrzeno, že si roli zahraje i ve třetím dílu Ladíme 3.

## Osobní život
Narodila se a vyrostla v Tampě na Floridě jako dcera Cindy a Johna Snowových. Navštěvovala střední školu v Tampě. Má nevlastního bratra Johna mladšího a nevlastní sestru Holly. Veřejně promluvila o svých dřívějších problémech s poruchami příjmu potravy. Od listopadu 2012 chodí s hercem Tylerem Hoechlinem, známém ze seriálu Vlčí mládě. Již předtím byli dlouholetými přáteli. V únoru roku 2020 se provdala za realitního makléře Tylera Stanalanda. Jejich manželství trvalo 2 roky a rozvedli se v červenci 2023.

## Filmografie

### jako herečka

#### Film
| Rok  | Název                    | Role                      | Poznámky |
| ---- | ------------------------ | ------------------------- | --- |
| 1995 | Šepot srdce              | Shizuku Tsukishima (hlas) | anglická verze (2006) |
| 2005 | Ochránce                 | Zoe Plummer               | |
| 2006 | John Tucker musí zemřít  | Kate Spencer              | |
| 2007 | Hairspray                | Amber Von Tussle          | Cena Hollywoodského filmového festivalu v kategorii Nejlepší obsazení roku (2007) Cena filmového festivalu v Palm Springs v kategorii Nejlepší obsazení (2007) |
| 2007 | Zkažené mládí            | Balery                    | |
| 2008 | Maturitní ples           | Donna Keppel              | Nominace – Teen Choice Award v kategorii Nejlepší filmová herečka - horror/thriller (2008)                                                                     |
| 2008 | Hledá se Amanda          | Amanda Tangerman          | |
| 2008 | Streak                   | Baylin                    | krátkometrážní film |
| 2009 | Bráchova holka           | Emma Gainsborough         | |
| 2009 | Black Water Transit      | Sardoonah                 | |
| 2010 | Janie Jones              | Iris                      | |
| 2011 | 96 Minutes               | Carley                    | Cena Bostonského filmového festivalu v kategorii Nejlepší herečka                                                                                              |
| 2012 | Ladíme!                  | Chloe Beale               | Filmová cena MTV v kategorii Nejlepší hudební moment Nominace – Teen Choice Award v kategorii Nejlepší výbuch vzteku                                           |
| 2012 | Would You Rather         | Iris                      | |
| 2013 | Syrup                    | Three                     | |
| 2014 | There's Always Woodstock | Jody                      | |
| 2015 | Linka modlitby           | Cora                      | |
| 2015 | Ladíme 2                 | Chloe Beale               | Teen Choice Award v kategorii Nejlepší filmová chemie (s Annou Kendrick)                                                                                       |
| 2016 | The Late Bloomer         | Michelle                  | |
| 2017 | Bushwick                 | Lucy                      | |
| 2017 | Ladíme 3                 | Chloe Beale               | |
| 2017 | Šibenice                 | Christi Davies            | |
| 2019 | Někdo skvělý             | Blair Helms               | |
| 2020 | Hooking Up               | Darla Beene               | |

#### Televize
| Rok        | Název                                     | Role                 | Poznámky |
| ---------- | ----------------------------------------- | -------------------- | --- |
| 1998– 2002 | U nás ve Springfieldu                     | Susan "Daisy" Lemay  | Young Artist Award v kategorii Nejlepší mladá herečka v denním televizním seriálu (2000) Nominace – Young Artist Award v kategorii Nejlepší mladá herečka v hlavní roli v televizním dramatickém seriálu (2001) Nominace – Young Artist Award v kategorii Nejlepší mladá herečka v telenovele (2002)            |
| 1999       | Safe Harbor                               | Sara                 | díl: „Dog Day Afternoons and Nights“ |
| 2001       | Murphy's Dozen                            |                      | televizní film |
| 2002– 2005 | American Dreams                           | Margaret "Meg" Pryor | Nominace – Young Artist Award v kategorii Nejlepší obsazení v televizním seriálu - drama nebo komedie (2002) Nominace – Teen Choice Award v ktegorii Nejlepší televizní herečka v dramatickém/akčním/dobrodružném seriálu (2003) Nominace – Teen Choice Award v kategorii Televizní objev roku - herečka (2004) |
| 2005       | Plastická chirurgie s. r. o.              | Ariel Alderman       | 5 dílů |
| 2006       | Zákon a pořádek: Útvar pro zvláštní oběti | Jamie Hoskins        | díl: „Influence“ |
| 2009       | Griffinovi                                | Candy                | díl: „Quagmire's Baby“ |
| 2009       | Super drbna                               | Mladá Lily Rhodes    | díl: „Valley Girls“ |
| 2011       | Harry's Law                               | Jenna Backstrom      | hlavní role (1. řada), 12 dílů, vedlejší role (2. řada) |
| 2011       | Mad Love                                  | Julia Swanson        | díl: „Little Sister, Big City“ |
| 2012       | Ben a Kate                                | Lila                 | vedlejší role, 4 díly |
| 2013       | To My Future Assistant                    | Jen                  | díl: „Pilot“ |
| 2013       | Pět příběhů šílenství                     | Lucy                 | Televizní film |
| 2014       | An American Education                     | Sarah Miller         | díl: „Pilot“ |
| 2015       | Full Circle                               | Katie Parerra        | vedlejší role, 5 dílů |
| 2016       | Workaholics                               | Erin Mantini         | díl: „Gone Catfishing“ |
| 2016–2017  | Crazy Ex-Girlfriend                       | Anna Hicks           | 3 dílů |
| 2019–2020  | Almost Family                             | Julia Bechley        | hlavní role, 13 dílů |

#### Videohry
| Rok  | Název                       | Role   |
| ---- | --------------------------- | ------ |
| 2006 | Kingdom Hearts II           | Namine |
| 2007 | Kingdom Hearts II Final Mix | Namine |
| 2014 | Kingdom Hearts HD 2.5 Remix | Namine |
| 2015 | Skylanders: SuperChargers   | Splat  |

#### Videoklipy
| Rok  | Název                   | Umělec            |
| ---- | ----------------------- | ----------------- |
| 2007 | „The Phrase That Pays“  | The Academy Is... |
| 2008 | „Crooked Spoons“        | Otep              |
| 2008 | „Ride“                  | Cary Brothers     |
| 2008 | „Just Impolite“         | Plushgun          |
| 2009 | „It's Alright, It's OK“ | Ashley Tisdale    |
| 2011 | „Fire Escape“           | Matthew Mayfield  |
| 2012 | „Into the Wild“         | LP                |
| 2012 | „Scare Me“              | New Beat Fund     |
| 2015 | „Crazy Youngsters“      | Ester Dean        |
| 2016 | „Indian Summer“         | Gemio Band        |

### jako režisérka a scenáristka
| Rok  | Název     | Poznámky            |
| ---- | --------- | ------------------- |
| 2018 | Milkshake | krátkometrážní film |

## Diskografie

### Soundtracky
- 2007: Hairspray Soundtrack – vydáno 10. července
- 2012: Ladíme! Soundtrack – vydáno 25. září
- 2015: Ladíme 2: Soundtrack – vydáno 12. května
- 2017: Ladíme 3: Soundtrack – vydáno 15. prosince